# Urs Leuthold
Urs Leuthold (...) è un ex bobbista svizzero, in attività nei primi anni ottanta.
Ha vinto una medaglia d'oro ai campionati mondiali del 1983 a Lake Placid, New York.